# Commiphora dalzielii
Commiphora dalzielii är en tvåhjärtbladig växtart som beskrevs av Hutchinson. Commiphora dalzielii ingår i släktet Commiphora och familjen Burseraceae. Inga underarter finns listade i Catalogue of Life.